# 1987年9月23日の日食

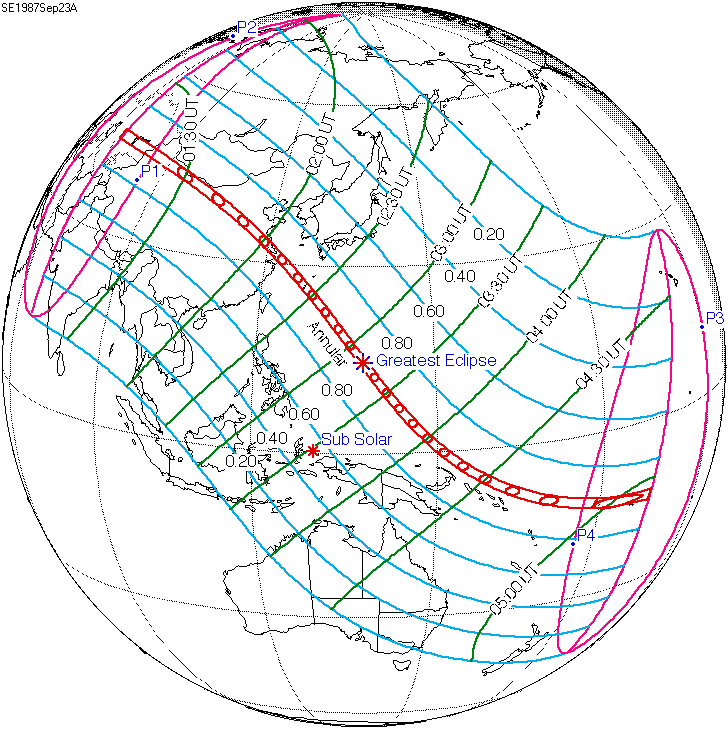

1987年9月23日の日食は、1987年9月23日に観測された日食である。ソ連、中国、モンゴル、日本、ミクロネシア連邦、パプアニューギニア、ソロモン諸島、フィジー、フランス領ウォリス・フツナ、西サモアで金環日食が観測され、アジアのほとんど及び周辺の地域で部分日食が観測された。

## 通過した地域
金環帯が通過した、金環日食が見えた地域はソ連南部（現在のカザフスタン南東部）、中国の新疆ウイグル自治区から上海市までの広い範囲（ウルムチ、太原、徐州、上海などの主要都市を含む）、モンゴル人民共和国（現在のモンゴル国）南西端、日本沖縄県のうち沖縄諸島のほとんど（慶良間諸島南西端と久米島を除く）、ミクロネシア連邦のウォレアイ環礁とイファリク環礁、パプアニューギニアのヌグリア環礁とタウー環礁、ソロモン諸島のオントンジャワ環礁とシカイアナ環礁とダッフ諸島、フィジーのロツマ島を始めとなるロツマ諸島、フランス領ウォリス・フツナのウォリス諸島、西サモア（現在サモアと改名されている）北部だった。
また、金環日食が見えなくても、部分日食が見えた地域はソ連ヨーロッパ部分のうちアジアと隣接するごく一部の地域、アジアのほとんど（中東西部、南アジア、東南アジア南部の半島と島、ソ連北東部を除く）、オーストラリアの大部分（西部と南部を除く）、太平洋中西部の多くの島だった。そのうち大部分は現地時間の9月23日に日食が見えたが、国際日付変更線東部の一部は9月22に見えた。

## 観測
当時中国の5つの電波天文台のうち、ウルムチと上海の2つが金環帯の中にある。ほかに南京、北京、昆明の3つは部分日食が観測できた。特に南京のが金環帯に近かった。1986年12月、中国科学院数理学部と天文学会が昆明の会議で各天文台が現地で観測することを決め、その5つの観測地のうち最善のが食分の最も大きく、金環食の持続時間の最も長く、金環食の時太陽が天頂に最も近い上海天文台だと選んだ。上海天文台は25メートル電波望遠鏡で7つの周波数バンドで観測を行った。昆明市鳳凰山にある雲南天文台も部分日食のマルチバンド合同観測を行った。
中国電波伝播研究所は金環帯の南縁にある新郷市の高周波空波レーダーで観測し、日食中電離層に不均一な構造と動きがあり、最大動作周波数が変わり、日食後も大規模な変動があることを発見した。